# HMS Tigris (N63)
Pour les autres navires du même nom, voir HMS Tigris.
Le HMS Tigris (pennant number : N63) est un sous-marin de la classe T en service dans la Royal Navy. Construit à l’arsenal de Chatham Dockyard, il est lancé en octobre 1939.

## Conception
Les sous-marins de la classe S se sont avérés trop petits pour des opérations lointaines. Il fallut mettre en chantier la classe T qui avait 21 mètres de longueur en plus et un déplacement de 1000 tonnes. Alors que les bâtiments de la classe S avaient seulement six tubes lance-torpilles d'étrave, ceux de la classe T en avaient huit, dont deux dans un bulbe d'étrave, plus deux autres dans la partie mince de la coque au milieu du navire.

## Engagements
Le HMS Tigris a eu une carrière relativement active, servant en mer du Nord et en mer Méditerranée.

## Océan Atlantique
Le HMS Tigris est actif dans le golfe de Gascogne à partir de juillet 1940, sous le commandement du Commander Howard Bone,. Il coule les bateaux de pêche français Sancte Michael, Cimcour, Charles Edmond et Rene Camaleyre, les navires marchands français Jacobsen et Guilvinec et le pétrolier allemand Thorn. Il attaque (sans succès) plusieurs sous-marins ennemis, dont le sous-marin allemand U-58. Le 5 octobre 1940, il attaque (sans succès) deux sous-marins italiens au large de Bordeaux, le Reginaldo Giuliani et le Maggiore Barracca.
Le 5 juillet 1941, le HMS Tigris torpille et coule le sous-marin italien Michele Bianchi à 150 milles marins au large de l’estuaire de la Gironde, alors que le sous-marin italien se dirige vers l’océan Atlantique,.

## Mer du Nord
Au milieu de l’année 1941, le HMS Tigris est affecté pour opérer en mer du Nord, près de la côte scandinave. Au large de Finnmark, il coule les cargos mixtes (fret et passagers) norvégiens Haakon Jarl et Richard With,. Dans le cas du Richard With, le navire coule en moins d’une minute, tuant deux des trois soldats allemands à bord et 101 civils norvégiens. Après la guerre, il a été affirmé à l’opinion publique norvégienne que les attaques avaient été menées par des sous-marins soviétiques.
Le HMS Tigris a également attaqué, et gravement endommagé, le chasseur de sous-marins auxiliaire allemand UJ-1201, au large du fjord de Rolvsøy. L’avant du navire a coulé mais l’arrière a été remorqué jusqu’au port. Le navire a été reconstruit et remis en service en avril 1944. En outre, le Tigris attaque sans succès le navire marchand allemand Bessheim et un navire marchand de 3 000 tonneaux. Il a attaqué aussi un convoi mais a manqué ses cibles qui étaient les navires marchands norvégiens Mimona, Tugela et Havbris.

## Mer Méditerranée
Le HMS Tigris est réaffecté en mer Méditerranée et y est actif à partir de la fin de l’année 1942. Le 6 décembre, il torpille et coule le sous-marin italien Porfido. Pour cette action, son commandant, George Colvin, reçoit plus tard l’Ordre du Service distingué. Le 21 janvier 1943, dans le canal d'Otrante, il coule le navire marchand italien Citta di Genova. Ce navire transportait des officiers grecs, qui étaient emmenés en otages en Italie. Beaucoup d’entre eux ont péri.

## Naufrage
Le HMS Tigris quitte Malte le 18 février 1943 pour patrouiller au large de Naples. Le 22 février, le navire marchand italien Teramo est attaqué par un sous-marin britannique qui est présumé être le Tigris. Ce dernier a été aperçu pour la dernière fois le 24 février à 7 h 30, à 39 milles (63 km) de Capri.
Le matin du 27 février, le chasseur de sous-marins allemand UJ-2210, commandé par Otto Pollmann, escortait un convoi à six milles au sud-est de Capri. Il a eu un contact sonar avec un sous-marin et a effectué trois attaques à coups de charges de profondeur. Après la troisième attaque, du gazole est remonté à la surface et le contact était immobile. Une quatrième attaque, menée avec quinze grenades anti-sous-marines, a fait remonter à la surface une énorme bulle d’air. Le 6 mars, le HMS Tigris a reçu l’ordre de rentrer à Alger, mais il n’y a eu aucune réponse à ce message. N’étant pas de retour à Alger le 10 mars 1943, le HMS Tigris fut déclaré manquant à cette date, présumé coulé le 27 février par l’UJ-2210,.

## Hommages
Durant la Seconde Guerre mondiale, le sous-marin avait été parrainé par la ville de Newbury, Berkshire, dans le cadre de la Semaine du navire de guerre. La plaque de cette adoption est conservée par le Musée national de la Marine royale à Portsmouth.
Chaque année, le dimanche le plus proche du 27 février, un service commémoratif pour le sous-marin et son équipage a lieu à l’église St Nicolas de Newbury. En 2016, le service du Souvenir a eu lieu le 24 juillet à 11 h 45 pour permettre aux descendants de son dernier commandant, George Colvin, d’y assister. En 2017, ce fut le 26 février. En 2018, la 75e et dernière commémoration a eu lieu le 8 juillet. À partir de 2019, un petit service commémoratif a lieu à la branche locale de la Royal British Legion à Newbury, le dimanche le plus proche du 27 février.